# Helina lombokensis
Helina lombokensis este o specie de muște din genul Helina, familia Muscidae, descrisă de Willi Hennig în anul 1952. Conform Catalogue of Life specia Helina lombokensis nu are subspecii cunoscute.